# Tetranchyroderma boreale
Tetranchyroderma boreale is een buikharige uit de familie Thaumastodermatidae. Het dier komt uit het geslacht Tetranchyroderma. Tetranchyroderma boreale werd in 2000 voor het eerst wetenschappelijk beschreven door Clausen. 